# Roche Buquet
La Roche Buquet est un menhir situé à Pleine-Fougères dans le département français d'Ille-et-Vilaine.

## Description
Ce menhir en granit a la forme d'un obélisque avec une base quasi quadrangulaire. Sa hauteur est de 1,70 m pour une largeur de 1,60 m et une épaisseur de 1 m. Ses faces ouest et nord comportent des traces de débitage. Situé dans une zone marécageuse, il est manifestement profondément enterré dans le sol.

## Folklore
Selon la légende, il est attribué à Bertrand Du Guesclin. Un dicton populaire veut que « quand Roche-Buquet tombera, la fin du monde arrivera ».